# Застава Северне Кореје
Застава Северне Кореје (званично Демократска Народна Република Кореја) је усвојена 8. септембра 1948. године. Застава се састоји од три пруге, две плаве и једне црвене боје, које су раздвојене белим пољем. На црвеној подлози налази се комунистичка звезда у белом кругу. 
Црвена боја је боја револуционарног патриотизма. Плаве пруге носе поруку уједињења Северне Кореје са свим земљама света у борби за независност, пријатељство и мир. Бела као традиционална боја представља чистоћу идеја Северне Кореје и национални суверенитет. Звезда петокрака симболизује просперитет народа који гради социјализам под вођством Корејске радне партије.

## Историјске и употребне заставе
- Застава Радничке партије
- Уједињена застава јужне и северне Кореје
- Застава из Совјетске ере 1945−1948.
- Застава на слету